# Ignatios av Antiochia
Ignatios (Ignatius) av Antiokia (grekiska Ἰγνάτιος), cirka 35 eller 50 – cirka 107 e.Kr., martyr, räknas som den tredje biskopen av Antiochia, men var den förste gemensamma för hednakristna och judekristna. Han kallades även Teoforos och var enligt traditionen en lärjunge till de båda apostlarna Petrus och Johannes. De flesta kyrkosamfund räknar honom som en av kyrkofäderna (de apostoliska fäderna) och han är helgonförklarad av både den katolska och den ortodoxa kyrkan. Festdag 17 oktober.

## Ignatiosbreven
Ignatios är känd genom en samling brev som tillskrivs honom. Den tidigaste berättelsen om honom finns i Eusebios Kyrkohistoria, men där finns inga detaljer om hans liv. Dessa måste utläsas ur breven. Breven är inte daterade, men enligt Eusebios Chronicon var Ignatios biskop från omkring år 70 till Trajanus tionde år, det vill säga år 107. Adolf von Harnack anser dock att en datering till Hadrianus regeringstid (ca 130) är mer sannolik. 
Enligt författaren försökte romarna hindra spridandet av den kristna tron genom att arrestera honom och förflytta honom till Rom där han skulle dödas på Colosseum. Effekten blev istället att Ignatios längs hela denna fångtransport träffade och uppmuntrade kristna. Genom sina brev till olika kristna församlingar i det romerska imperiet påverkade han utvecklingen av den kristna teologin. Breven verkar vara skrivna i all hast, utan större tankeutveckling eller systematik. Författaren skrev att han såg fram emot att få lida martyrdöden på arenan och såg alla försök att undgå denna död som en ohälsosam rädsla, vilket skulle förslava honom under dödens makt.
Det finns olika varianter av Ignatios brev bevarade, men det är de sju breven i den kortare grekiska versionen som allmänt anses vara den ursprungliga texten. En kort version på syriska är ett utdrag. De längre grekiska varianterna anses vara skrivna under 400-talet och senare för att ge stöd åt olika teologiska åsiktsyttringar som under denna tid präglade kyrkan. Det finns även ytterligare brev bevarade som bär Ignatios namn och ögonvittnesskildringar av hans martyrdöd, Dessa anses vara förfalskningar.
I breven förespråkar Ignatios monarkiskt episkopat, det vill säga en hierarkisk kyrkoorganisation med biskoparna överst. Detta syns tydligt i hans brev till smyrnierna, där han skriver: Ni skall alla följa biskopen liksom Jesus Kristus följer fadern, och där han tydligt visar att biskopen får sin auktoritet från Herren själv.
Ignatios reliker vördas i Peterskyrkan.